# Spirale di Ekman

Spirale di Ekman
1. Vento
2. Forza esercitata dall'alto
3. Direzione della corrente
4. Forza di Coriolis

La spirale di Ekman (così chiamata dal nome dell'oceanografo svedese Vagn Walfrid Ekman) si riferisce ad una struttura di correnti o venti attorno ad un limite orizzontale in cui la direzione del flusso ruota quando ci si muove rispetto al limite. 

## Descrizione
La spirale è una conseguenza della forza di Coriolis che provoca un movimento verso destra degli oggetti con velocità non nulla nell'emisfero nord e verso sinistra nell'emisfero sud. Perciò quando i venti soffiano sulla superficie oceanica (in maniera "continua"), nell'emisfero nord, si crea uno strato superficiale detto strato di Ekman, che può andare da 45 m fino a 300 m (in condizioni ottimali), in base alle caratteristiche del bacino idrico, alla forza del vento o alla latitudine. La corrente di superficie, in questo strato, si muove a 45° verso destra rispetto alla direzione del vento. 
Quando l'acqua sulla superficie spinge l'acqua sottostante a causa delle forze d'attrito, questa si muove ulteriormente verso destra rispetto alla direzione del vento, e così per tutti gli strati più profondi ancora. Scendendo in profondità, a causa della deflessione della corrente, la velocità dell'acqua diminuisce progressivamente fino ad annullarsi.
Il fenomeno è osservabile in mare nelle correnti marine e nelle derive glaciali di superficie.
Un ulteriore fenomeno presente nello strato di Ekman è il trasporto di Ekman.